# Philippe Langlet
Philippe Langlet, né à Lens en 1948, est un  universitaire et écrivain  plus particulièrement connu pour ses recherches sur les textes fondateurs et les premiers rituels de la franc-maçonnerie.

## Biographie
Philippe Langlet fut initié à la franc-maçonnerie dans une loge de la Grande Loge de France en 1969. Il a suivi une formation universitaire initiale en anglais puis continué en science du langage (thèse de doctorat en 2009).
Son travail porte principalement sur les textes fondateurs de la franc-maçonnerie ou les premiers rituels maçonniques. Il s'attache particulièrement à l'étude des aspects anthropologiques de la franc-maçonnerie aux travers de ces textes. Il collabore régulièrement à des publications dans des périodiques universitaires ou maçonniques. Il donne parfois des conférences à l'Académie maçonnique de la Grande Loge de France.

## Distinctions
- Officier de l'ordre des Palmes académiques.